# Nittō
K.K. Nittō (jap. 株式会社日東, Kabushiki kaisha Nittō) ist ein japanischer Hersteller von Fahrradkomponenten wie Lenker, Vorbauten und Sattelstützen. Seit einiger Zeit fertigt Nitto auch andere Fahrradkomponenten wie Fahrradgepäckträger.
Die Firma wurde im Jahr 1923 in Tokio, Japan, gegründet. Der Hauptsitz befindet sich in Kawaguchi in der Präfektur Saitama, Produktionsstätten befinden sich u. a. in Fukushima. Präsident des Unternehmens ist Akira Yoshikawa.
Verschiedene Nitto-Komponenten sind für die Rennen im Bahnradsport zertifiziert und die Firma stattete als eine der ersten die japanischen Keirin-Rennen aus.  Im Laufe der langen Unternehmensgeschichte erhielt Nitto Auszeichnungen vom japanischen Industrieministerium, dem japanischen Handelsministerium und dem japanischen Arbeitsministerium.